# ناحية سلحب
ناحية سلحب إحدى نواحي سوريا تتبع إداريّاً لمحافظة حماة منطقة السقيلبية ومركزها بلدة سلحب، بلغ تعداد سكان الناحية 38,783 نسمة حسب التعداد السكاني لعام 2004.

## بلدات وقرى ناحية سلحب
أبو فرج، أبو قبيس، عشارنة، بيرة الجبل، عين الجرن، حير المسيل، الكنائس، الخرائب، اللطمة، المزحل، نهر البارد، الحوائق، رسم الجرن، سلحب (تل سلحب)، تمازة، التوبة، القشاطي.